# Lateefah Simon

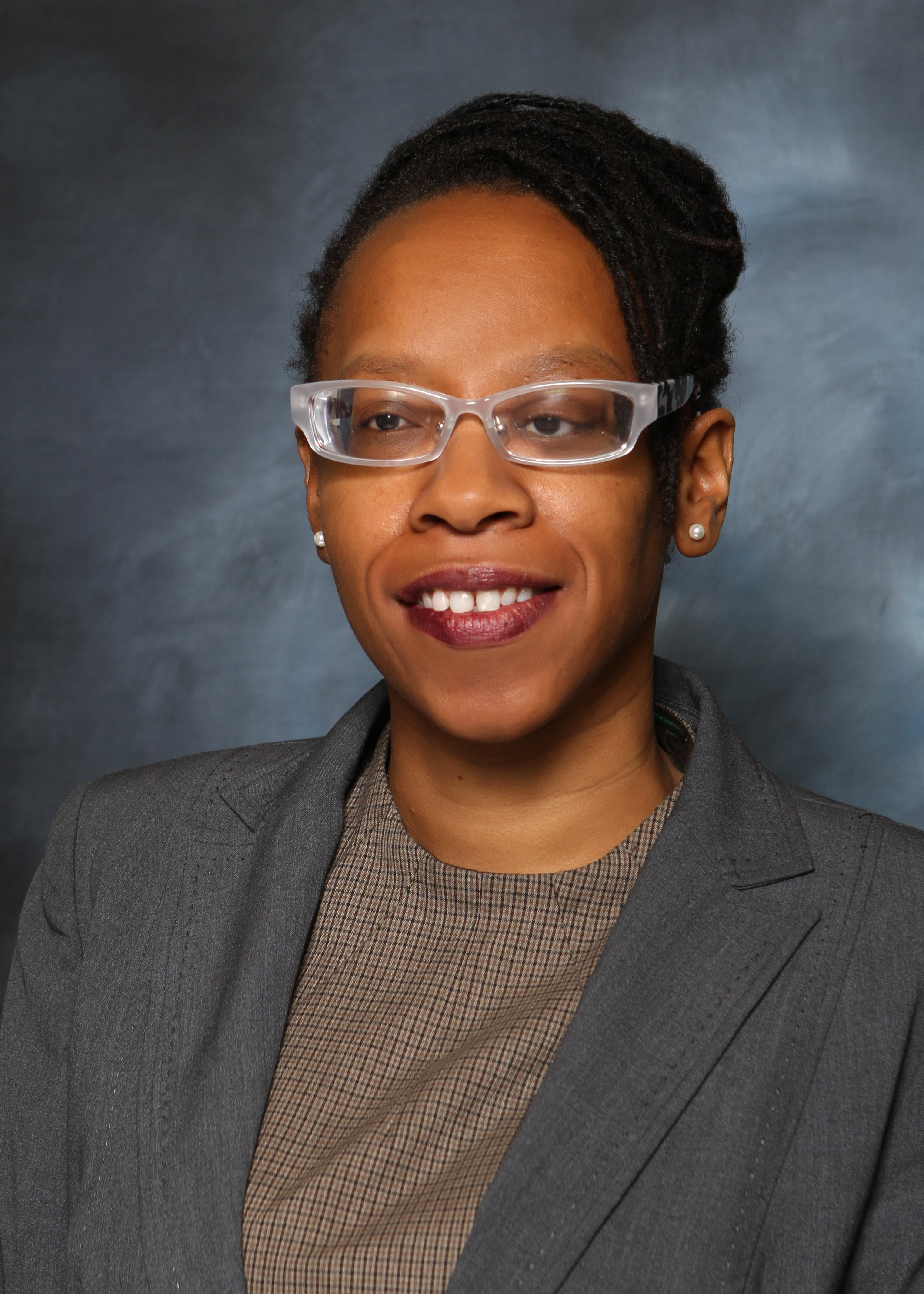
Lateefah Simon 2016

Lateefah Simon (* 29. Januar 1977 in San Francisco) ist eine US-amerikanische Bürgerrechtlerin und Politikerin der Demokraten. Sie wurde bei der Wahl 2024 gewählt, um Teile der kalifornischen Bay Area im Repräsentantenhaus während des 119. Kongresses zu vertreten.

## Leben
Lateefah Simon wurde blind geboren. Sie engagierte sich bereits in ihrer Jugend. Mit sechzehn wurde sie Koordinatorin beim Young Women’s Freedom Center, welches sich für Mädchen und junge Frauen aus marginalisierten Bevölkerungsgruppen einsetzt. Im Alter von 18 gebar sie ihre erste Tochter. Mit neunzehn war sie am Young Women’s Freedom Center Executive Director. Die damalige Distriktsstaatsanwältin Kamala Harris berief Lateefah Simon als Leiterin der Initiative Back on Track zur Resozialisierung von jugendlichen Straftätern. Sie war Präsidentin der Die war Executive Director des Lawyers' Committee for Civil Rights of the San Francisco Bay Area und war von Gouverneur Jerry Brown zum Mitglied des Board of Trustees der California State University ernannt.
Sie studierte zunächst am Mills College und erwarb dort den akademischen Grad eines Bachelors.
Eine ihrer Professorinnen am Mills College war Barbara Lee. 2020 immatrikulierte sie sich an der University of San Francisco und schloss dort ihre Studien mit einem Master in Public Administration ab.
Als Lateefah Simon in das Repräsentantenhaus gewählt wurde, war sie Witwe und Mutter eines dreizehnjährigen Kindes.

## Politik
Nach der Tötung von Oscar Grant 2009 stellte sie sich 2016 erfolgreich zur Wahl als Vorstandsmitglied der Bay Area Rapid Transit (BART). Der öffentliche Personennahverkehr ist für sie als Blinde von besonderer Bedeutung, da Simon auf ihn angewiesen ist.
Als die Kongressabgeordnete Barbara Lee sich entschloss, bei den Senatswahlen 2024 anzutreten, ermutigte sie Simon, für ihre Nachfolger zu kandidieren. In der Vorwahl qualifizierten sich Simon und die Demokratin und Professorin Jennifer Tran im 12. kalifornischen Kongresswahlbezirk für die Stichwahl im November 2024. In der 2024 Hauptwahl zum Repräsentantenhaus gewann sie dann gegen Tran mit 63,6 %.

## Auszeichnungen
- 2003: MacArthur Fellowship